# جروم بونیزل
جروم بونیزل (انگلیسی: Jérôme Bonnissel؛ زادهٔ ۱۶ آوریل ۱۹۷۳) بازیکن فوتبال اهل فرانسه است.
از باشگاه‌هایی که در آن بازی کرده‌است می‌توان به باشگاه فوتبال فولام، باشگاه فوتبال المپیک مارسی، باشگاه فوتبال رنجرز، باشگاه ورزشی مون‌پلیه، باشگاه فوتبال دپورتیوو لاکرونیا، و باشگاه فوتبال بوردو اشاره کرد.